# (906) Repsolda
(906) Repsolda es un asteroide que forma parte del cinturón de asteroides y fue descubierto por Friedrich Karl Arnold Schwassmann el 30 de octubre de 1918 desde el observatorio de Hamburgo-Bergedorf, Alemania.

## Designación y nombre
Repsolda se designó al principio como 1918 ET.
Más tarde, fue nombrado en honor del astrónomo alemán Johann Georg Repsold (1771-1830).

## Características orbitales
Repsolda está situado a una distancia media del Sol de 2,893 ua, pudiendo acercarse hasta 2,645 ua. Tiene una excentricidad de 0,08564 y una inclinación orbital de 11,78°. Emplea 1797 días en completar una órbita alrededor del Sol.